# 平成27年台風第9号
平成27年台風第9号（へいせい27ねんたいふうだい9ごう、アジア名：Chan-hom、命名：ラオス、意味：木の名前、フィリピン名：Falcon）は2015年（平成27年）6月30日に発生した台風。

## 概要

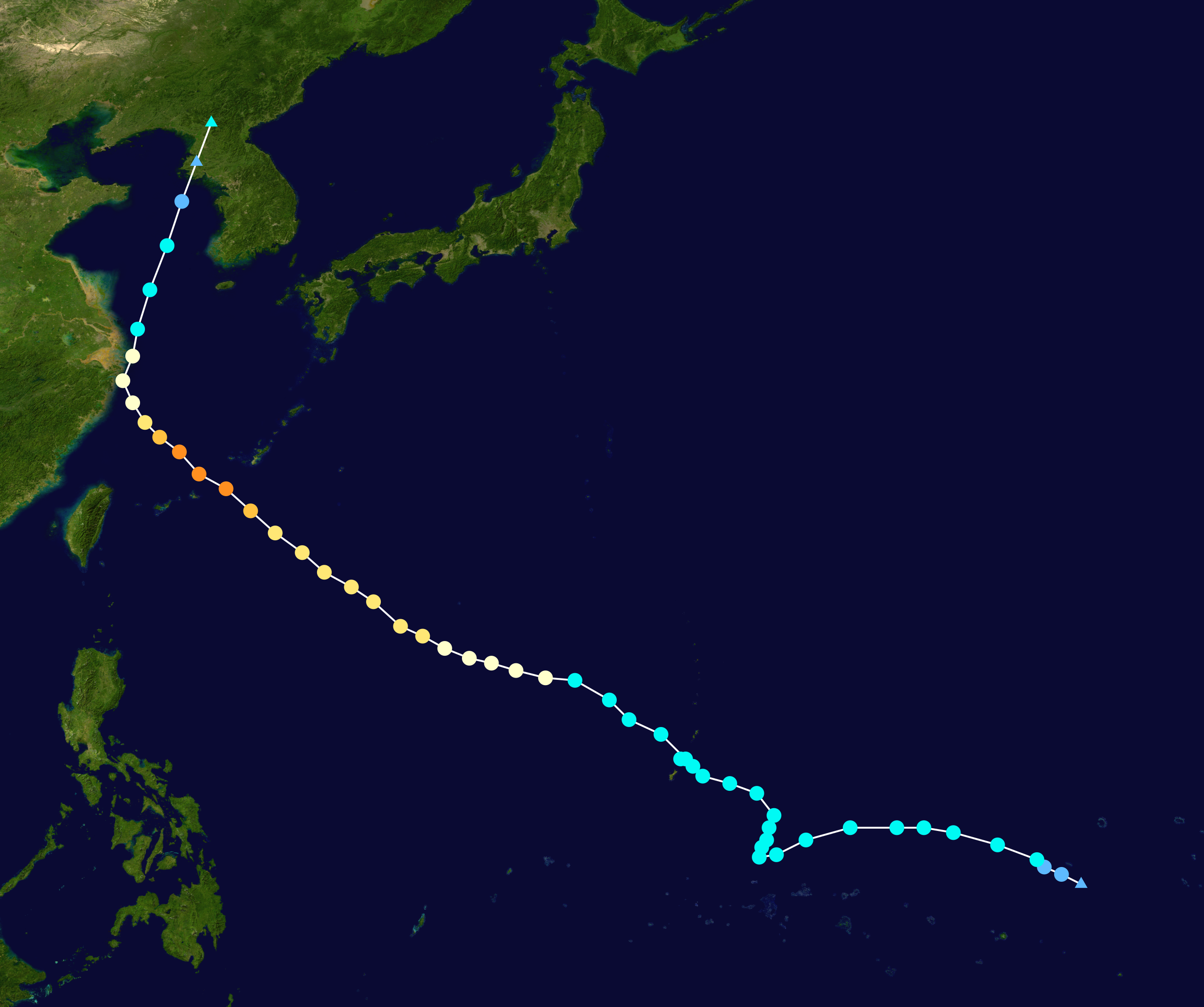
進路図

6月25日、太平洋上で発生した熱帯擾乱が成長し、6月30日には合同台風警報センター（JTWC）が熱帯低気圧番号09Wを割り当てた。09Wは同日21時（協定世界時30日12時）にマーシャル諸島の北緯10度、東経159度25分で台風となって、アジア名チャンホン（Chan-hom）と命名された。
台風は当初西へと進み、台風の西側で7月1日に発生していた熱帯低気圧を7月2日午後にかけて吸収したと見られる。一旦、勢力を強めてタイフーンに格上げされたが、再び勢力を弱めて東経148度付近で速度を落として北上。4日頃から進路を北西に変えて、マリアナ諸島に大雨や強風、高波をもたらし、5日にかけてグアム近海を通過。
その後、次第に再び勢力を強めながら7日に沖ノ鳥島近海に達し、7日午後には「大型で強い台風」となった。また同日夜にはフィリピンの監視エリアに達したため、フィリピン大気地球物理天文局（PAGASA）は、現地時間7日11時にフィリピン名ファルコン（Falcon）と命名している。
台風は9日から10日にかけて宮古島の東の海上を通過、東シナ海に達したのち、上海の南東の海上で進路を北北西に変えて黄海を朝鮮半島方面に進み、13日未明に北朝鮮黄海南道西岸の龍淵郡に上陸。同日9時に北緯40度0分、東経126度0分で温帯低気圧になった。

## 影響

### 北マリアナ諸島
北マリアナ諸島危機管理事務局は台風接近に伴い断続的に台風情報を発表するとともに、エロイ・イノス知事名でサイパン、テニアン、ロタの住民に対して風雨に対する予防措置を取るように警告を発したが、大きな被害は無く、サイパンとテニアンに対する警報は現地時間5日15時に解除された。

### グアム
台風接近に伴い、グアム国土安全保障/市民防衛室（Guam Homeland Security | Office of Civil Defense）は洪水についての警告を行なった。アメリカ国立気象局のオフィスでは5日午後までに11.77インチ（約300ミリ）の降雨が確認されており、各地で大雨による道路・低地の冠水が発生。また、アンダーセン空軍基地では5日午後に毎時62マイル（約28メートル/秒）、グアム国際空港では毎時43マイル（約19メートル/秒）の最大瞬間風速を観測している。

### 日本

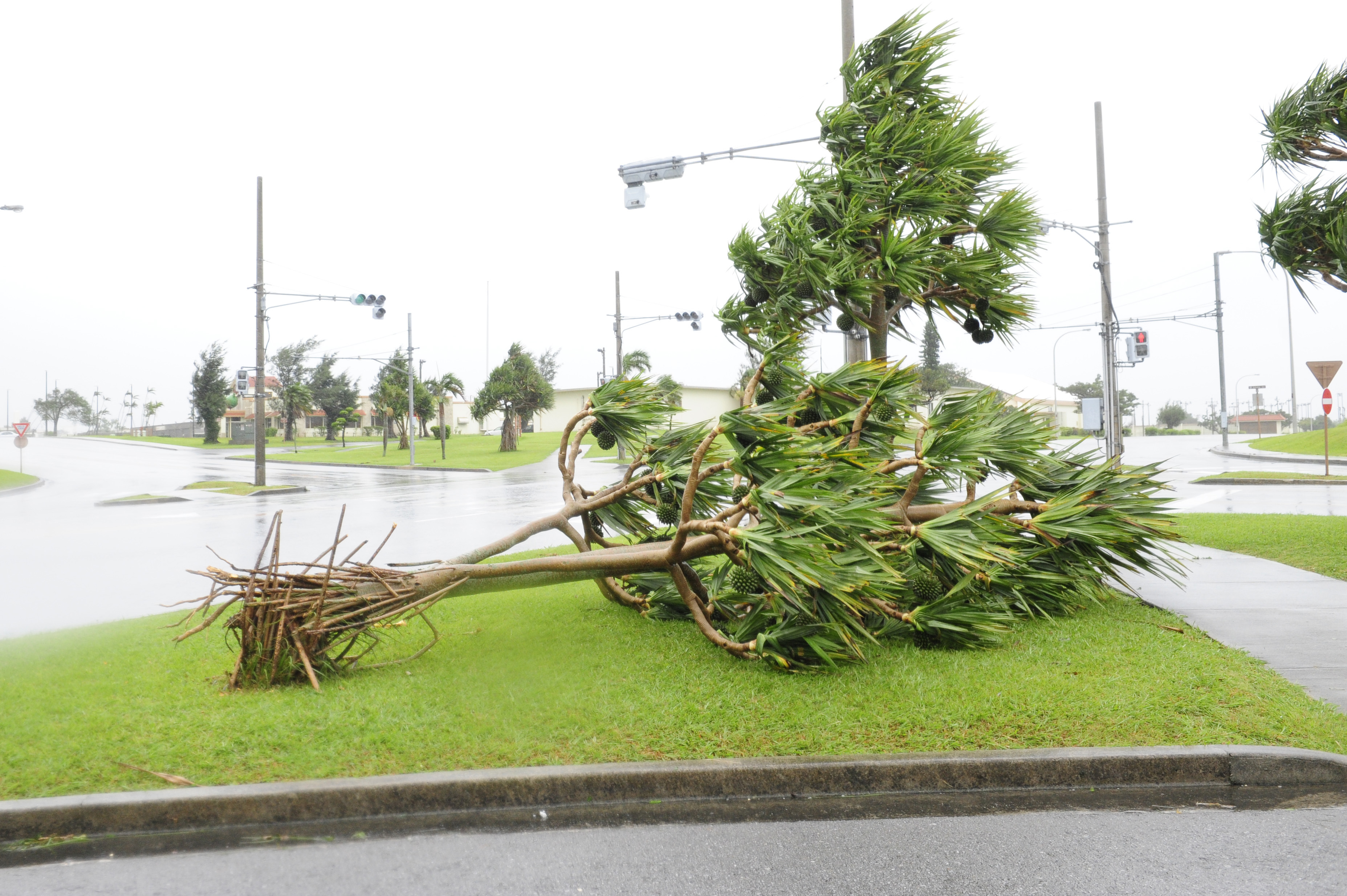
台風による倒木（嘉手納飛行場）

沖縄本島と宮古島地方に暴風警報が、沖縄本島の12市町村に大雨洪水警報が発表された。強風にあおられて転倒するなど重軽傷者27名。本部町謝花で9日0時から10日22時までに274.5ミリ、座間味村の慶良間空港では9日23時からの24時間で189.5ミリの降水を計測、南城市玉城で49.9メートル、久米島の久米島空港で44.8メートルの最大瞬間風速を記録し、航空機・船舶の欠航、道路・橋の通行止めなどが行なわれた。
台風が、暖かく湿った空気で日本付近に停滞していた梅雨前線を刺激したことで特に松山市では1時間に48ミリの大雨となった。7月の1時間の降水量としては1890年の統計開始以来最大とされる。この雨で市内では床上・床下浸水が発生した。
また、9号が大陸方面に進んだことで太平洋高気圧が西に引き出され、台風から温帯低気圧になったのち中国東岸を進んだことで、南からの湿った暖かい空気が日本列島に流れ込み、台風後には日本各地で猛暑となった。

### 中国
中国気象局中央気象台は、1949年以降で最大の勢力のまま浙江省を直撃する可能性があるとして避難勧告を発し、沿岸部から約100万人以上が避難した。11日朝までの24時間で300ミリ以上の降水を各地で計り、一部では400ミリを越えた。また、100本以上の列車が運休となり、600便以上の旅客機が欠航。バスやフェリーなども運行を停止した。

### 韓国
10日、韓国気象庁は済州島や東シナ海に「風浪特報」を発令して警戒を促した。台風が接近した12日には旅客機574便と旅客船164隻が欠航。済州島では1423ミリの豪雨を観測し、全羅南道では建物の倒壊により1名が死亡したほか漁船5隻が沈没している。

### 北朝鮮
詳細不明。